# Lindberg Engineering
Lindberg Engineering war ein US-amerikanischer Hersteller von Automobilen.

## Unternehmensgeschichte
Das Unternehmen wurde am 10. Dezember 1979 in Tollhouse in Kalifornien zur Herstellung von Automobilen und Kit Cars gegründet. Der Markenname lautete Lindberg. 1980, in den 1980er Jahren, etwa 1986 oder 1990 endete die Produktion.

## Fahrzeuge
Im Angebot standen Fahrzeuge im Vorkriegsdesign, besonders aus den 1930er Jahren. Viele Modelle basierten auf einem Fahrgestell vom VW Käfer. Dazu gehörten teilweise verkleinerte Nachbildungen eines 1936er Roadsters von Auburn, des Mercedes-Benz 500 K sowie des Ford Modell T von 1911 als Kastenwagen.
Der Nachbau eines Bugatti Royale als Coupé de Ville hatte einen Leiterrahmen und einen V8-Motor, der wahlweise von Cadillac oder Chevrolet stammte. Dieses Modell war nur als Komplettfahrzeug erhältlich und kostete 1983 80.000 US-Dollar.
Ein anderer Nachbau des Mercedes-Benz 500 K hatte ebenfalls einen Leiterrahmen, aber einen Dieselmotor.